# Bahnstrecke Maribo–Bandholm
| Bahnhof Bandholm |                      |                                                      |                                                      |
| Bahnstrecke Maribo–Bandholm |                      |                                                      |                                                      |
| Streckennummer: | MBJ                  |                                                      |                                                      |
| Streckenlänge: | 7,5 km               |                                                      |                                                      |
| Spurweite: | 1435 mm (Normalspur) |                                                      |                                                      |
| |                      |                                                      |                                                      |
| \| \| 7,9 \| Bandholm Havn \| Bandholm Havn \| \| \| 7,9 \| Bandholm \| Bandholm \| \| \| 5,5 \| Merritskov Bedarfshalt, nur Museumsbahn \| Merritskov Bedarfshalt, nur Museumsbahn \| \| \| \| Maglemer Bedarfshalt \| \| \| \| \| Grimstrupvej Bedarfshalt, nur Museumsbahn \| \| \| \| \| E47 \| \| \| \| \| Bahnstrecke Nykøbing F–Nakskov von Nakskov \| \| \| \| \| \| \| \| \| \| von Rødby \| \| \| \| 0,0 \| Maribo \| Maribo \| \| \| \| \| \| \| \| \| Bahnbetriebswerk Museumsbahn Maribo–Bandholm \| \| \| \| \| Bahnstrecke Nykøbing F–Nakskov nach Nykøbing Falster \| \| |                      |                                                      |                                                      |
| | 7,9                  | Bandholm Havn                                        | Bandholm Havn                                        |
| Bahnhof | 7,9                  | Bandholm                                             | Bandholm                                             |
| Haltepunkt / Haltestelle | 5,5                  | Merritskov Bedarfshalt, nur Museumsbahn              | Merritskov Bedarfshalt, nur Museumsbahn              |
| Haltepunkt / Haltestelle |                      | Maglemer Bedarfshalt                                 | Maglemer Bedarfshalt                                 |
| Haltepunkt / Haltestelle |                      | Grimstrupvej Bedarfshalt, nur Museumsbahn            | Grimstrupvej Bedarfshalt, nur Museumsbahn            |
| Brücke |                      | E47                                                  | E47                                                  |
| Strecke · Strecke |                      | Bahnstrecke Nykøbing F–Nakskov von Nakskov           | Bahnstrecke Nykøbing F–Nakskov von Nakskov           |
| Abzweig geradeaus und ehemals nach links · Abzweig geradeaus und ehemals nach rechts |                      |                                                      |                                                      |
| Abzweig geradeaus und ehemals von rechts · Strecke |                      | von Rødby                                            | von Rødby                                            |
| Bahnhof · Strecke | 0,0                  | Maribo                                               | Maribo                                               |
| Abzweig geradeaus und nach links · Abzweig geradeaus und von rechts |                      |                                                      |                                                      |
| Strecke |                      | Bahnbetriebswerk Museumsbahn Maribo–Bandholm         | Bahnbetriebswerk Museumsbahn Maribo–Bandholm         |
| Strecke |                      | Bahnstrecke Nykøbing F–Nakskov nach Nykøbing Falster | Bahnstrecke Nykøbing F–Nakskov nach Nykøbing Falster |

Die Bahnstrecke Maribo–Bandholm ist eine dänische Bahnstrecke. Die normalspurige Strecke von Maribo nach Bandholm auf der Insel Lolland wurde von der privaten Eisenbahngesellschaft Maribo–Bandholm Jernbane Selskab (MBJ) gebaut.

## Geschichte
Bereits 1861 gab es die ersten Pläne für eine Pferdeeisenbahn von Maribo nach Bandholm. Der Hafen des Ortes Maribo lag in Bandholm. Dort gab es große Nachfrage nach Gütertransporten zu und von Maribo auf dem Seeweg. Die Idee der Pferdebahn wurde bald aufgegeben und 1869 erhielt die Eisenbahngesellschaft Det Lollandske Jernbaneselskab eine Konzession für eine normale Bahnstrecke zwischen den Orten. Der Bau der 7,5 km langen Strecke erfolgte so schnell, dass der Betrieb durch die neu gegründete Maribo–Bandholm Jernbane Selskab am 3. November des gleichen Jahres aufgenommen werden konnte.

## Maribo–Bandholm Jernbane Selskab
In Maribo wurde am Quades gård ein vorläufiger Bahnhof errichtet, während in Bandholm ein neues Bahnhofsgebäude gebaut wurde. Für den Betrieb wurden zwei Tenderlokomotiven mit der Achsfolge B1 von Robert Stephenson in Newcastle upon Tyne, England gekauft. Dazu wurden sechs Personenwagen, zwei Packwagen und 15 Güterwagen beschafft. Betriebsmittelpunkt war Bandholm. Über den Hafen wurden die Transporte zu den Inseln Askø, Fejø und Femø abgewickelt.
Mit der Eröffnung der von der Det Lolland–Falsterske Jernbaneselskab (LFJS) gebauten Bahnstrecke Nykøbing Falster–Nakskov 1874 wurde die Strecke an das übrige dänische Schienennetz angeschlossen. Der Bahnhof in Maribo genügte nicht mehr den Ansprüchen und die Züge der MBJ konnte die neue LFJS-Station in Maribo benutzen. Die Einfahrt in den Bahnhof muss wegen der Lage des Bahnhofes bis heute mit einer Sägefahrt rückwärts erfolgen.
1896 bildeten MBJ und LFJS eine gemeinsame Verwaltung, Lokomotiven und Fahrzeuge wurden von beiden Gesellschaften gemeinsam verwendet, die beiden Dampflokomotiven der MBJ verkauft. 1927 wurde ein dreiachsiger Triangel-Benzintriebwagen gekauft, mit dem die meisten Personenzüge bis 1941 gefahren wurden. In diesem Jahr brannte der Triebwagen aus und wurde abgestellt. Güterzüge wurden von LFJS-Lokomotiven geführt. Nach dem Krieg nahmen die Beförderungszahlen ab. Deshalb wurde am 3. Oktober 1952 der Personenverkehr eingestellt.
Am 1. Juli 1954 übernahm nach Auflösung der Det Lolland–Falsterske Jernbaneselskab A/S Lollandsbanen die Betriebsführung. Maribo–Bandholm Jernbane Selskab wurde am 13. September 1954 aufgelöst und in die A/S Lollandsbanen eingegliedert. Der Güterverkehr wurde weiter betrieben.

## Museumsbahn des Dansk Jernbaneklub
Zwischen Maribo und Bandholm betreibt der Dansk Jernbaneklub (DJK) seit 1962 die Museumsbahn Maribo–Bandholm.